# Elke Decker
Pour les articles homonymes, voir Decker.
Elke Decker (née le 23 février 1957 à Cologne-Mülheim) est une athlète allemande, spécialiste du 400 mètres.

## Biographie
Elle remporte la médaille d'or du 400 mètres lors des Championnats d'Europe en salle 1980 de Sindelfingen, en Allemagne de l'Ouest, en devançant dans le temps de 52 s 28 l'Autrichienne Karoline Käfer et la Soviétique Tatyana Goyshchik. 

### Palmarès
| Date | Compétition                    | Lieu         | Résultat | Épreuve |
| ---- | ------------------------------ | ------------ | -------- | ------- |
| 1980 | Championnats d'Europe en salle | Sindelfingen | 1re      | 400 m   |

### Records
| Épreuve | Épreuve   | Performance | Lieu         | Date         |
| ------- | --------- | ----------- | ------------ | ------------ |
| 400 m   | Plein air | 51 s 59     | Cologne      | 19 août 1979 |
| 400 m   | Salle     | 52 s 28     | Sindelfingen | 2 mars 1980  |